# Nội Bài
Nội Bài là một xã thuộc thành phố Hà Nội, thủ đô của Việt Nam. Xã được hình thành trên cơ sở sáp nhập các xã Phú Cường, Hiền Ninh, Thanh Xuân và một phần của các xã Mai Đình, Phú Minh, Quang Tiến thuộc huyện Sóc Sơn cũ, trong đợt Sáp nhập tỉnh, thành Việt Nam 2025.

## Hành chính
Xã Nội Bài được thành lập theo Nghị quyết số 1656/NQ-UBTVQH15 của Ủy ban Thường vụ Quốc hội Việt Nam, ban hành ngày 16 tháng 6 năm 2025. Theo đó, sắp xếp toàn bộ diện tích tự nhiên, quy mô dân số của các xã Phú Cường, Hiền Ninh, Thanh Xuân và một phần của các xã Mai Đình, Phú Minh, Quang Tiến thuộc huyện Sóc Sơn cũ thành xã mới có tên gọi là xã Nội Bài.
Sau sắp xếp xã có diện tích tự nhiên 51,58 km2, quy mô dân số 69.293 người. Phía Bắc giáp xã Kim Anh, phía Tây giáp tỉnh Vĩnh Phúc, xã Tiến Thắng và xã Quang Minh, phía Đông giáp xã Sóc Sơn, phía Nam giáp xã Quang Minh và xã Phú Thịnh. Trụ sở Đảng ủy Xã đặt tại thôn Yên Ninh xã Hiền Ninh cũ, trụ sở Ủy ban nhân dân xã đặt tại thôn Thanh Nhàn xã Thanh Xuân cũ.
Trên địa bàn xã có Sân bay quốc tế Nội Bài.